# Leucobrephos middendorffi
Пяденица Миддендорфа (лат. Leucobrephos middendorffi) — бабочка из семейства пядениц. Видовое название дано в честь русского путешественника и естествоиспытателя Александра Миддендорфа.

## Распространение
Ареал в России: Северо-Восток Европейской части, Алтай, Предбайкалье, Камчатка, Приморский и Хабаровский края, Якутия.

## Биология
Бабочки летают при слабоминусовой или небольшой положительной температуре, над снегом, либо в непосредственной близости от него. В коллекциях исключительно редки.

## Подвиды
Выделяют 2 подвида:
- Leucobrephos middendorffi middendorffi (Ménétriès, 1858)
- Leucobrephos middendorffi ussuriensis (Moltrecht, 1909)